# Lisasta hijena
Lisasta hijena  (znanstveno ime Crocuta crocuta), znana tudi kot smejoča se hijena, je vrsta hijene, ki je trenutno uvrščena kot edini obstoječi član rodu Crocuta, ki izvira iz podsaharske Afrike. IUCN jo navaja kot najmanj zaskrbljujoča zaradi njene široke razširjenosti in velikega števila po ocenah med 27.000 in 47.000 osebkov. Vendar pa vrsta doživlja upad zunaj zavarovanih območij zaradi izgube habitata in lova. Vrsta morda izvira iz Azije in je nekoč živela po vsej Evropi vsaj milijon let do konca poznega pleistocena. Lisasta hijena je največji znani predstavnik Hyaenidae, od drugih vrst pa se še dodatno fizično loči po svoji nejasni zgradbi, ki spominja na medveda, zaokroženih ušesih, manj izstopajoči grivi, lisasti dlaki, bolj dvonamenskem zobovju, manj bradavicami in prisotnost psevdo-penisa pri samici. Je edina vrsta sesalcev, ki nima zunanje vaginalne odprtine, namesto tega ima psevdo-penis.
Lisasta hijena je najbolj družabna med mesojedci, saj ima največjo velikost skupine in najbolj zapleteno družbeno vedenje. Njena družbena organizacija je drugačna od drugih mesojedcev, saj je bolj podobna primatom cercopithecine (pavijani in makaki) glede na velikost skupine, hierarhično strukturo in pogostost družbene interakcije med sorodniki in nepovezanimi sorodniki. Vendar pa je družbeni sistem lisaste hijene odkrito tekmovalen in ne sodelujoč, saj je dostop do usmrtitev, možnosti parjenja in časa razpršitve samcev odvisen od sposobnosti prevlade nad drugimi člani klana. Samice skrbijo le za svoje mladiče in ne pomagajo druga drugi, samci pa ne kažejo nobene očetovske skrbi. Družba lisastih hijen je matriarhalna; samice so večje od samcev in jih prevladujejo.
Lisasta hijena je zelo uspešna žival, ki je najpogostejši veliki mesojedec v Afriki. Njen uspeh je deloma posledica njene prilagodljivosti in oportunizma; je predvsem lovec, lahko pa tudi lovi, z zmožnostjo jesti in prebaviti kožo, kosti in druge živalske odpadke. V funkcionalnem smislu lisasta hijena najučinkoviteje uporablja živalsko snov od vseh afriških zveri. Lisasta hijena je pri lovu in iskanju hrane bolj plastična kot druge afriške zveri; lovi sama, v majhnih skupinah po 2–5 posameznikov ali v velikih skupinah. Med lovom lisaste hijene pogosto tečejo skozi črede parkljarjev, da izberejo posameznika za napad. Ko ga izbere, plen preganja na veliko razdaljo, pogosto več kilometrov, s hitrostjo do 60 km/h.
Lisasta hijena ima dolgo zgodovino interakcije s človeštvom; upodobitve vrste obstajajo iz obdobja zgornjega paleolitika, z rezbarijami in slikami v jamah Lascaux in Chauvet. Vrsta ima v zahodni kulturi in afriški folklori večinoma negativen ugled. V prvem se ta vrsta večinoma šteje za grdo in strahopetno, v slednjem pa kot pohlepno, požrešno, neumno in smešno, a močno in potencialno nevarno. Večino zahodnih predstav o tej vrsti je mogoče najti v spisih Aristotela in Plinija Starejšega, čeprav v relativno neobsojajoči obliki. Eksplicitne, negativne sodbe se pojavljajo v Physiologusu, kjer je žival upodobljena kot hermafrodit in ropar grobov. Skupina strokovnjakov za hijene IUCN ugotavlja, da je negativni ugled lisaste hijene škodljiv za nadaljnje preživetje vrste, tako v ujetništvu kot v divjini.

## Etimologija in poimenovanje
Znanstveno ime lisaste hiene Crocuta je nekoč veljalo za izpeljano iz latinske izposojene besede crocutus, kar pomeni 'žafranasto obarvan' glede na barvo krzna živali. Izkazalo se je, da je to napačno, saj bi bil pravilno črkovanje izposojenke Crocāta, grško-rimski viri pa te besede nikoli niso uporabljali v tem pomenu. Crocuta pravzaprav izvira iz starogrške besede Κροκόττας (krokottas), ki izvira iz sanskrtske koṭṭhâraka, ki pa izvira iz kroshṭuka (oboje sta prvotno pomenila zlatega šakala). Najstarejša zabeležena omemba Κροκόττας je iz Strabonove Geographica, kjer je žival opisana kot mešanica volka in psa, ki izvira iz Etiopije.
Od klasične antike do renesanse so za lisasto in črtasto hijeno (Hyaena hyaena) domnevali, da sta ista vrsta ali pa sta se razlikovali zgolj po geografski in ne fizični podlagi. Hiob Ludolf je bil v svoji Historia aethiopica prvi, ki je jasno ločil Crocuta od Hyaena zaradi fizičnih in geografskih razlogov, čeprav nikoli ni imel iz prve roke izkušenj z vrsto, saj je svoje poročilo dobil od etiopskega posrednika. Še vedno je obstajala zmeda glede natančne taksonomske narave družine hijen na splošno, saj je večina evropskih popotnikov v Etiopiji hijene imenovala "volkovi". To deloma izvira iz amharske besede za hijeno, ጅብ (jɨbb), ki je povezana z arabsko besedo ذئب (dhiʾb) 'volk'.
Prvi podrobni opisi lisaste hijene iz prve roke s strani Evropejcev prihajajo od Willema Bosmana in Petra Kolbeja. Bosman, nizozemski trgovec, ki je delal za  Nizozemsko zahodnoindijsko družbo na Gold Coast (današnja Gana) od leta 1688 do 1701, je pisal o Jakhals, o Boshond (šakali ali gozdni psi), katerih fizični opisi se ujemajo s lisasto hijeno. Kolben, nemški matematik in astronom, ki je delal za Nizozemsko vzhodnoindijsko družbo na Rtu dobrega upanja od leta 1705 do 1713, je lisasto hijeno zelo podrobno opisal, a jo je označil kot "tigrastega volka", ker naseljenci v južni Afriki niso poznali hijen, zato jih je označil za "volkove".
Bosmanovi in Kolbenovi opisi so ostali večinoma neopaženi vse do leta 1771, ko je valižanski naravoslovec Thomas Pennant v svojem Synopsis of Quadrupeds opise, pa tudi svoje osebne izkušnje z ujetim osebkom, uporabil kot osnovo za dosledno razlikovanje med Lisasto in črtasto hijeno. Pennantov opis je bil dovolj natančen, da ga je Johann Erxleben vključil v svojo Systema regni animalis s preprostim prevodom Pennantovega besedila v latinščino. Crocuta je bila končno priznana kot ločen rod od Hyaena leta 1828.

## Taksonomija, izvor in evolucija
Za razliko od črtaste hijene, za katero so bile predlagane številne podvrste glede na njeno obsežno sodobno razširjenost, je lisasta hijena resnično spremenljiva vrsta, tako časovno kot prostorsko. Njegov obseg je nekoč zajemal skoraj vso Afriko in Evrazijo in je pokazal veliko stopnjo morfoloških geografskih variacij, kar je privedlo do enako obsežnega nabora specifičnih in podspecifičnih epitet. Postopoma je bilo spoznano, da je vse te variacije mogoče uporabiti za individualne razlike v eni podvrsti. Leta 1939 je biolog L Harrison Matthews s primerjavami med velikim izborom lobanj lisastih hijen iz Tanzanije pokazal, da je vse variacije, ki jih opazimo pri takrat priznani podvrsti, mogoče najti tudi v eni sami populaciji, pri čemer je edini niz znakov, ki izstopa, dlaka (ki je podvržena visoki stopnji individualnih variacij) in velikosti (ki je predmet Bergmannovega pravila). Če upoštevamo fosile, je vrsta pokazala še večjo variacijo kot v sodobnem času, in številne od teh imenovanih fosilnih vrst so bile od takrat razvrščene kot sinonim za Crocuta crocuta, s trdnimi dokazi, da je znotraj več kot ene vrste rod Crocuta še manjka.
Tako Björn Kurtén kot Camille Arambourg sta spodbujala azijsko poreklo vrste; Kurtén je svoje argumente osredotočil na plio-pleistocenski takson Crocuta sivalensis iz Sivalikov, stališče, ki ga je zagovarjal Arambourg, ki je kljub temu dopuščal možnost indo-etiopskega izvora. To stališče sta izpodbijala Ficarelli in Torre, ki sta se sklicevala na dokaze o prisotnosti lisaste hijene iz afriških nahajališč iz zgodnjega pleistocena, podobne starosti kot azijska C. sivalensis. Študije o filogeografski porazdelitvi haplotipov mtDNA kažejo na tri migracijske dogodke iz Afrike v Evrazijo, čeprav niti topologija filogenetskega drevesa niti fosilni zapis ne izključujeta možnosti azijskega izvora. Najstarejša selitev lisastih hijen iz Afrike v Evrazijo se je začela pred manj kot 3,5 milijona let, najverjetneje z območja, kjer so odkrili prve fosile lisaste hijene, ki je dosegla vzhodno Azijo in najverjetneje tudi Pakistan. Druga selitev lisastih hijen se je zgodila pred manj kot 1,3–1,5 milijona let in je povzročila prvi prihod hijen v Evropo in ločitev afriških lisastih hijen na južno in severno populacijo. Tretja selitev lisastih hijen se je zgodila pred 0,36 milijona let, začenši s severnoafriško populacijo in dosegla tako Evropo kot Azijo. Za razliko od drugih afriških mesojedcev, z izjemo leoparda, ni dokazov, ki bi kazali na to, da so bile lisaste hijene v pleistocenu genetsko ozko grlo.
Predniki rodu Crocuta so se pred 10 milijoni let ločili od Hyaene (rod črtastih in rjavih hijen). Predniki lisaste hijene so verjetno razvili družbeno vedenje kot odgovor na povečan pritisk drugih plenilcev na trupla, zaradi česar so bile prisiljene delovati v skupinah. Na eni točki svojega razvoja so lisaste hijene za svojimi drobljivimi premolarji razvile ostre mehčanice; zaradi tega čakanje, da njihov plen pogine, ni bilo več nujno, kot je to pri rjavih in črtastih hijenah, zato so postali tako lovci na čopor kot mrhovinar. Začeli so oblikovati vse večja ozemlja, kar je bilo potrebno zaradi dejstva, da se je njihov plen pogosto selil in bi zaradi dolgega preganjanja na majhnem ozemlju vdrli v deželo drugega tropa. Teoretiziralo se je, da bi lahko prevlado samic v tropih lisastih hijen prilagodili, da bi uspešno tekmovali s samci pri usmrtitvah in tako zagotovili, da se proizvede dovolj mleka za njihove mladiče. Druga teorija je, da je prilagoditev na dolžino časa, ki je potreben, da mladiči razvijejo svoje masivne lobanje in čeljusti, kar zahteva večjo pozornost in prevladujoče vedenje samic. Njen pojav v Evropi in na Kitajskem v obdobju Kromerij je sovpadal z upadom in končnim izumrtjem Pachycrocuta brevirostris, velikanske kratkolične hijene. Ker ni dokazov, da bi bile okoljske spremembe odgovorne, je verjetno, da je velikanska kratkolasa hijena izumrla zaradi tekmovanja s lisasto hijeno.

## Opis

### Anatomija
Lisasta hijena ima močan in dobro razvit vrat in sprednje noge, vendar sorazmerno nerazvit zadnji del. Zadnjica je bolj zaobljena kot oglata, kar preprečuje, da bi se napadalci, ki prihajajo od zadaj, trdno oprijeli nanjo. Glava je široka in ravna s topim gobcem in širokim rinariumom. V nasprotju s črtasto hijeno so ušesa lisaste hijene zaobljena in ne koničasta. Vsako stopalo ima štiri prste, ki so prepleteni in oboroženi s kratkimi, močnimi in topimi kremplji. Blazinice šap so široke in zelo ravne, pri čemer je celotna spodnja površina stopala okoli njih gola. Rep je razmeroma kratek, dolg 300–350 mm in po videzu spominja na pompon. Nenavadno med hijenami in sesalci na splošno je samica lisaste hijene precej večja od samca. Oba spola imata par analnih žlez, ki se odpirajo v danko tik znotraj analne odprtine. Te žleze proizvajajo bel, kremast izloček, ki se prilepi na stebla trave z izvrtanjem rektuma. Vonj tega izločka je zelo močan, diši po vrelem poceni milu ali po žganju, ljudje pa ga lahko zaznajo več metrov pod vetrom. Lisasta hijena ima sorazmerno veliko srce, ki predstavlja skoraj 1 % njene telesne teže, kar ji daje veliko vzdržljivost pri dolgih lovih. Zdaj izumrle evroazijske populacije so se od sodobnih afriških populacij razlikovale po krajših distalnih okončinah ter daljših nadlahtnicah in stegnenici.
Lobanja lisaste hijene se od črtaste razlikuje po veliko večji velikosti in ožjem sagitalnem grebenu. Zaradi svoje velikosti ima lisasta hijena eno najmočnejših lobanj med mesojedci. Zob je bolj dvonamenski kot pri drugih sodobnih vrstah hijen, ki so večinoma mrhovinarji; zgornji in spodnji tretji ličnik sta stožčasta drobilca kosti, pri čemer tretji stožec, ki drži kost, štrli iz spodnjega četrtega ličnika. Lisasta hijena ima tudi svoje kočnike, ki so za ličniki, ki drobijo kosti, katerih položaj ji omogoča, da s svojimi ličniki drobi kost, ne da bi pri tem omehčal kočnike. Te lastnosti v kombinaciji z velikimi čeljustnimi mišicami in posebnim obokom za zaščito lobanje pred velikimi silami dajejo lisasti hijeni močan ugriz, ki lahko izvaja pritisk 80 kgf/cm2, kar je 40 % več sile, kot jo lahko ustvari leopard. Čeljusti lisaste hijene po sposobnosti drobljenja kosti prekašajo  čeljusti rjavega medveda in opazili so, da so hijene, ki prosto živijo, lahko zdrobijo dolge kosti žirafe s premerom 7 cm. V študiji je bilo ugotovljeno, da je en posameznik na merilne instrumente izvajal ugrizno silo 4500 newtonov.

### Mere
Lisasta hijena je največji obstoječi član Hyaenidae. Odrasli merijo 95–165,8 cm v dolžino telesa in imajo višino ramen 70–91,5 cm. Odrasli samci lisaste hijene v Serengetiju tehtajo 40,5–55,0 kg, samice pa 44,5–63,9 kg. Lisaste hijene v Zambiji so ponavadi težje, pri čemer samci tehtajo povprečno 67,6 kg, samice pa 69,2 kg. Znane so izjemno velike teže 81,7 kg in 90 kg. Ocenjeno je bilo, da so odrasli člani zdaj izumrle evroazijske populacije tehtali 102 kg.

### Krzno
Barva krzna se zelo razlikuje in se spreminja s starostjo. Za razliko od krzna črtaste in rjave hijene je krzno lisaste hijene sestavljeno iz lis in je veliko krajše, brez dobro opredeljene hrbtenice pri prejšnjih dveh vrstah. Osnovna barva je običajno bledo sivkasto rjava ali rumenkasto siva, na kateri je na hrbtni strani in zadnji strani nepravilen vzorec okroglih lis. Pege, ki se razlikujejo, so lahko rdečkaste, temno rjave ali skoraj črne. Pege se razlikujejo po velikosti, tudi pri posameznih osebkih, običajno pa imajo premer 20 mm. Manj izrazit pikčasti vzorec je prisoten na nogah in trebuhu, ne pa na grlu in prsnem košu. Nekatere raziskovalne skupine (kot sta Ngorongoro Crater Hyena Project in MSU Hyena Project) pogosto uporabljajo točkovne vzorce za pomoč pri prepoznavanju posameznih hijen). Nabor petih, bledih in komaj ločenih pasov nadomesti lise na hrbtu in ob straneh vratu. Na zadnji strani vratu je širok medialni pas in se podaljša v naprej obrnjen greben. Greben je večinoma rdeče-rjave barve. Krona in zgornji del obraza sta rjavkasta, razen belega traku nad obema očesoma, čeprav so sprednji del oči, predel okoli rinarija, ustnice in zadnji del brade črnkasti. Okončine so lisaste, čeprav so stopala različno obarvana, od svetlo rjave do črnkaste. Dlaka je razmeroma redka in je sestavljena iz dveh vrst dlak; zmerno fino poddlako (meri 15–20 mm) in dolge, močne ščetine dlake (30–40 mm). Evropska paleolitska skalna umetnost, ki prikazuje vrsto, kaže, da je evroazijsko populacija ohranila lise svojih sodobnih afriških kolegov.

### Prehrana
Lisasta hijena je najbolj mesojed predstavnik Hyaenidae. Za razliko od svojih rjavih in črtastih bratrancev je lisasta hijena plenilec, ne mrhovinar; to se kaže že od 1960-ih. Eno najzgodnejših študij, ki so dokazale njihove lovske sposobnosti, je opravil Hans Kruuk, afriški ekolog prostoživečih živali, in s 7-letno študijo populacij hijen v Afriki pokazal, da lisaste hijene lovijo toliko kot levi, s kasnejšimi študijami pa se je izkazalo, da je to povprečje na vseh območjih Afrike. Vendar pa lisaste hijene ostajajo napačno označene kot mrhovinarji, pogosto celo s strani ekologov in dokumentarnih kanalov o divjih živalih.
Gnuji so najpogosteje uplenjeni srednje veliki kopitarji tako v Ngorongoru kot v Serengetiju, zebra in Thomsonove gazele pa so blizu za njimi. Kafrski bivoli so redko napadeni zaradi razlik v preferencialnih habitatih, čeprav je bilo zabeleženo, da jih občasno lovijo odrasle hijene. V Krugerjevem narodnem parku so črnorepi gnu, kafrski bivol, Burchellova zebra, veliki kudu in impala najpomembnejši plen lisaste hijene, medtem ko so žirafe, impala, gnu in zebra njeni glavni viri hrane na bližnjem območju Timbavati. Skokonoga gazela in kudu sta glavni plen v namibijskem narodnem parku Etoša, skokonoga gazela pa v Namibu. V južnem Kalahariju so glavni plen pasana, gnu in skokonoga gazela. V Chobeju sta glavni plen lisaste hijene selitvena zebra in rezidenčna impala. V kenijski Masai Mara je 80 % plena lisaste hijene sestavljene iz topija in Thomsonove gazele, razen v štirimesečnem obdobju, ko se črede zeber in gnujev selijo na območje. Kéwel (Tragelaphus scriptus), suni (Nesotragus moschatus) in bivoli so prevladujoči plen v gorovju Aberdare, medtem ko so Grantove gazele, gerenuk, ovce, koze in govedo verjetno plen v severni Keniji.
V zahodni Afriki je lisasta hijena predvsem mrhovinar, ki bo na nekaterih območjih občasno napadla domače živali in srednje velike antilope. V Kamerunu je običajno, da se lisaste hijene prehranjujejo z majhnimi antilopami, kot je kob, lahko pa lovijo tudi  trstiko, kongoni, bivola, žirafo, afriškega slona, topija in mrhovino antilop. Zapisi kažejo, da se lisaste hijene v Malaviju prehranjujejo s srednje velikimi do velikimi kopitarji, kot sta močvirska gazela in impala. V tanzanijskem rezervatu za divjad Selous opažene hijene plenijo predvsem gnuje, sledijo jim bivoli, zebra, impala, žirafa, trstič in kongoni. V Ugandi menijo, da vrsta pleni predvsem ptice in plazilce, medtem ko v Zambiji velja za mrhovinarja.

### Parjenje, razmnoževanje in razvoj
Lisasta hijena se nesezonsko razmnožuje, čeprav se vrh rojstev zgodi v vlažni sezoni. Samice se večkrat letno gonijo, z obdobjem estrusa, ki traja dva tedna. Kot mnoge vrste mačk je tudi lisasta hijena promiskuitetna in ne tvori trajnih zvez. Pripadniki obeh spolov se lahko parijo z več partnerji v nekaj letih. Samci bodo pokazali podrejeno vedenje, ko se bodo v vročini približali samicam, tudi če je samec težji od svojega partnerja. Samice običajno dajejo prednost mlajšim samcem, ki so se rodili ali pridružili klanu. Starejše samice imajo podobno prednost, poleg tega pa dajejo prednost samcem, s katerimi so že imele dolge in prijateljske odnose. Pasivni samci so po navadi bolj uspešni pri dvorjenju samic kot agresivni. Kopulacija pri lisastih hijenah je razmeroma kratka, traja 4–12 minut in se običajno zgodi samo ponoči brez drugih hijen. Proces parjenja je zapleten, saj samčev penis vstopa in izstopa iz reproduktivnega trakta samice prek njenega psevdo-penisa in ne neposredno skozi nožnico, ki jo blokirajo lažna mošnja in moda. Zaradi teh nenavadnih lastnosti je parjenje za samca bolj naporno kot pri drugih sesalcih, hkrati pa zagotavlja, da je prisilna kopulacija fizično nemogoča. Ko samica umakne klitoris, samec vstopi v samico tako, da drsi pod njo, kar olajša kot penisa navzgor. Ko je to doseženo, se sprejme tipična drža za parjenje sesalcev. Kopulacija se lahko ponovi večkrat v obdobju nekaj ur. Oba partnerja običajno nekaj minut po parjenju ližeta svoje genitalije.
Dolžina brejosti se zelo razlikuje, čeprav je povprečna dolžina 110 dni. V zadnji fazi dominantne samice svojim potomcem v razvoju zagotavljajo višjo raven androgenov kot samice nižjega ranga. Višje ravni androgenov – posledica visokih koncentracij androstendiona v jajčnikih – naj bi bile odgovorne za ekstremno maskulinizacijo samičinega vedenja in morfologije. To vpliva na to, da so mladiči dominantnih samic bolj agresivni in spolno aktivni kot mladiči hijen nižjega ranga; visoko rangirani samci-mladiči se bodo poskušali vzpeti na samice prej kot nižje uvrščeni samci. Povprečno leglo je sestavljeno iz dveh mladičev, občasno se poroča o treh. Samci ne sodelujejo pri vzgoji mladičev. Kotitev je pri samicah hijen težak, saj samice skotijo preko ozkega klitorisa, mladiči lisaste hijene pa so glede na težo svoje matere največji mesojedci. Med porodom klitoris poči, da bi olajšal prehod mladičev, in lahko traja tedne, da se zaceli.
Mladiči se skotijo z mehko, rjavkasto črno dlako in v povprečju tehtajo 1,5 kg. Edinstvene med mesojedimi sesalci so tudi lisaste hijene rojene z odprtimi očmi in s 6–7 mm dolgimi pasjimi zobmi in 4 mm dolgimi sekalci. Prav tako bodo mladiči napadli drug drugega kmalu po rojstvu. To je še posebej očitno pri istospolnih leglih in lahko povzroči smrt šibkejšega mladiča. Ta neonatalni siblicid ubije približno 25 % vseh hijen v prvem mesecu. Mladiči, ki preživijo, rastejo hitreje in imajo večjo možnost, da bodo dosegli reproduktivno prevlado, medtem ko preživele samice izločijo tekmece za prevlado v svojem natalnem klanu. Doječe samice lahko nosijo 3–4 kg mleka v vimenu. Mleko lisaste hijene ima najvišjo vsebnost beljakovin in maščob od vseh kopenskih mesojedcev. Mladiči bodo dojili 12–16 mesecev, čeprav lahko trdno hrano predelajo že pri treh mesecih. Samice so zelo zaščitniške do svojih mladičev in ne bodo prenašale, da bi se jim drugi odrasli, zlasti samci, približevali. Lisaste hijene kažejo vedenje odraslih že zelo zgodaj v življenju; ugotovljeno je bilo, da mladiči obredno vohajo drug drugega in označujejo svoj življenjski prostor pred dopolnjenim mesecem starosti. V desetih dneh po rojstvu se lahko premikajo s precejšnjo hitrostjo. Mladiči začnejo izgubljati črno dlako in pri 2–3 mesecih razvijejo lisasto, svetlejšo dlako odraslih. Lovsko vedenje začnejo izkazovati pri osmih mesecih starosti, v skupinskem lovu pa bodo začeli polno sodelovati po prvem letu starosti. Lisaste hijene dosežejo spolno zrelost pri starosti treh let. Povprečna življenjska doba v živalskih vrtovih je 12 let, največ 25 let.

## Območje, habitat in populacija
Razširjenost lisaste hijene je bila nekoč v Evropi od Pirenejskega polotoka do Urala, kjer je ostala vsaj milijon let. Ostanke so našli tudi na ruskem Daljnem vzhodu in obstaja teorija, da je prisotnost hijen tam morda odložila kolonizacijo Severne Amerike. Vzroki za izumrtje vrste v Evraziji so še vedno večinoma neznani. Vsaj v zahodni Evropi je izumrtje lisaste hijene sovpadalo z upadom travišč pred 12.500 leti. Evropa je doživela množično izgubo nižinskih habitatov, ki so jim naklonjene lisaste hijene, in ustrezno povečanje mešanih gozdov. Lisaste hijene bi v teh okoliščinah prehiteli volkovi in ljudje, ki so bili doma tako v gozdovih kot na odprtih območjih in v visokogorju kot v nižinah. Populacije lisastih hijen so se začele zmanjševati pred približno 20.000 leti, popolnoma izginile iz zahodne Evrope med 14.000 in 11.000 leti, na nekaterih območjih pa tudi prej.
Zgodovinsko gledano je bila lisasta hijena razširjena po vsej podsaharski Afriki. Prisotna je v vseh habitatih, razen v najbolj ekstremnih puščavskih razmerah, tropskih deževnih gozdovih in vrhovih alpskih gora. Njena trenutna porazdelitev je marsikje neenakomerna, zlasti v zahodni Afriki. Populacije so skoncentrirane na zavarovanih območjih in okoliških zemljiščih. Obstaja neprekinjena porazdelitev na velikih območjih Etiopije, Kenije, Tanzanije, Bocvane, Namibije in območij Transvaal Lowveld v Južni Afriki. V 1970-ih in 1980-ih je bila vrsta še vedno razširjena v južni in zahodni Južni Afriki, zabeležena pa je bila na polotoku Cape in Cape Flats ter blizu današnjega mesta Somerset West, Riviersonderend, Mossel Bay, George, Joubertina, reka Gamtoos, Jansenville, Cannon. Rocks, Alice, Onseepkans in Augrabies Falls.
Vrsta živi v polpuščavah, savanah, odprtih gozdovih, gostih suhih gozdovih in gorskih gozdovih do 4000 m nadmorske višine. V tropskih deževnih gozdovih in obalnih območjih je je malo ali pa je ni. Njeni prednostni habitati v zahodni Afriki so savane Gvineje in Sudana, v pasu gostega obalnega gozda pa je ni. V puščavi Namib se pojavlja v rečni rasti ob sezonskih rekah, subpuščavskem pro-Namibu in sosednji celinski planoti. V idealnih habitatih je lisasta hijena večja od drugih velikih zveri, vključno z drugimi vrstami hijen. Vendar pa se črtasta in rjava hijena pojavljata v večji gostoti kot lisaste vrste v puščavskih in polpuščavskih regijah. Gostota populacije na podlagi sistematičnih popisov se močno razlikuje, od 0,006 do 1,7 osebkov na km².